# Campionato israeliano di football americano
Il campionato israeliano di football americano è una competizione che riunisce l'élite dei club israeliani di football americano dal 2007. L'organizzatore del campionato e delle squadre nazionali è American Football Israel (AFI).
Questa competizione si disputa con una stagione regolare con un girone all'italiana, seguita dai play-off e dalla finale.

## Formato
Il campionato attuale è disputato in singola categoria.
Il gioco si svolge con le regole della AFI che si basano sul regolamento della NCAA.

## Stagione 2022-2023
| - Beer Sheva Spartans - Haifa Underdogs - Jerusalem Lions - Judean Rebels - Mazkeret Batya Silverbacks - Petah Tikva Troopers - Ramat HaSharon Hammers - Tel Aviv Pioneers |

### Squadre non più esistenti
- Beersheva Black Swarm
- Jerusalem Kings
- Nahariya Northern Stars
- Tel Aviv-Jaffa Sabres

## Finali
| Data                | Finale           | Vincitore              | Punteggio           | Finalista              |
| ------------------- | ---------------- | ---------------------- | ------------------- | ---------------------- |
| 2007-08 (28 marzo)  | Israel Bowl I    | Jerusalem Lions        | 24-18 o.t.          | Haifa Underdogs        |
| 2008-09 (3 aprile)  | Israel Bowl II   | Modi'in Pioneers       | 32-26 o.t.          | Jerusalem Lions        |
| 2009-10 (26 marzo)  | Israel Bowl III  | Tel Aviv-Jaffa Sabres  | 26-22               | Jerusalem Lions        |
| 2010-11 (18 marzo)  | Israel Bowl IV   | Judean Rebels          | 32-30               | Tel Aviv-Jaffa Sabres  |
| 2011-12 (30 marzo)  | Israel Bowl V    | Tel Aviv-Jaffa Sabres  | 44-42               | Tel Aviv Pioneers      |
| 2012-13 (22 marzo)  | Israel Bowl VI   | Tel Aviv-Jaffa Sabres  | 48-26               | Judean Rebels          |
| 2013-14 (11 aprile) | Israel Bowl VII  | Tel Aviv Pioneers      | 80-28               | Jerusalem Lions        |
| 2014-15 (26 marzo)  | Israel Bowl VIII | Judean Rebels          | 20-10               | Tel Aviv Pioneers      |
| 2015-16 (14 aprile) | Israel Bowl IX   | Judean Rebels          | 32-14               | Tel Aviv Pioneers      |
| 2016-17 (30 marzo)  | Israel Bowl X    | Jerusalem Lions        | 44-36 o.t.          | Tel Aviv Pioneers      |
| 2017-18 (22 marzo)  | Israel Bowl XI   | Jerusalem Lions        | 28-20               | Petah Tikva Troopers   |
| 2018-19 (1º marzo)  | Israel Bowl XII  | Jerusalem Lions        | 29-26               | Petah Tikva Troopers   |
| 2019-20 (26 marzo)  | Israel Bowl XIII | Stagione interrotta    | Stagione interrotta | Stagione interrotta    |
| 2020-21 (15 luglio) | Israel Bowl XIV  | Tel Aviv Pioneers      | 13-8                | Jerusalem Lions        |
| 2021-22 (23 giugno) | Israel Bowl XV   | Ramat HaSharon Hammers | 18-14               | Tel Aviv Pioneers      |
| 2022-23 (19 maggio) | Israel Bowl XVI  | Tel Aviv Pioneers      | 42-36               | Ramat HaSharon Hammers |

## Squadre per numero di campionati vinti
Le tabelle seguenti mostrano le squadre ordinate per numero di campionati vinti.
|   | Squadra                | Anni                               |
| - | ---------------------- | ---------------------------------- |
| 4 | Tel Aviv Pioneers      | 2008-09, 2013-14, 2020-21, 2022-23 |
| 4 | Jerusalem Lions        | 2007-08, 2016-17, 2017-18, 2018-19 |
| 3 | Judean Rebels          | 2010-11, 2014-15, 2015-16          |
| 3 | Tel Aviv-Jaffa Sabres  | 2009-10, 2011-12, 2012-13          |
| 1 | Ramat HaSharon Hammers | 2021-22                            |